# Medienkritik (Kommunikationswissenschaft)
Medienkritik bezeichnet die mit Argumenten geführte Auseinandersetzung einer Gesellschaft mit ihren Massenmedien über deren Inhalte, Rezeption, Arbeitsweise und Organisation, das heißt, alle kritischen, mit Argumenten begründeten Betrachtungen über Medien, die nicht Teil einer rein inhalts- oder meinungsbezogenen Auseinandersetzung sind. Objekte der Kritik sind Verstöße gegen journalistische Grundsätze, die organisatorischen Verhältnisse (etwa: fehlende Trennung von Werbung und Redaktion), Verstöße gegen die Menschenwürde und gegen Grundsätze der Moral, sowie die Einbindung in privatrechtliche Strukturen bzw. die Nähe zu (etwa öffentlich-rechtliche Organisation von Sendern) oder Abhängigkeit von Werbeeinnahmen und von staatlichen Strukturen (etwa die Gleichschaltung der Medien in der NS-Zeit). Medienkritik darf mit Recht als systemrelevant bezeichnet werden, da diese die Qualität der Medien sichert.

## Geschichte
Erste als Medienkritik zu bezeichnende Ausführungen finden sich bereits in den Schriften von Platon um 400 v. Chr. Mit dem Aufkommen der ersten Zeitungen Ende des 16. Jahrhunderts wurde die Grundlage für die Kritik am Medienobjekt geschaffen: „Die Geschichte der Medienkritik ist so alt wie ihr Gegenstand.“ Im Wissenschaftsbereich befassen sich Medien- und Kommunikationswissenschaftler kritisch mit den Medien und ihrer Wirkungsweise. Kritische Beobachtung findet jedoch auch außerhalb der Wissenschaft statt. 1977 recherchierte etwa Günter Wallraff undercover bei der Bildzeitung, um deren manipulative und informationsverfälschende Praktiken aufzudecken. Medienkritik ist auch Thema bei Kabarettisten und Satirikern.
Eine ausführliche Studie des Journalismus lieferte 1919 der Pulitzer-Preisträger Uptain Sinclair in Sündenlohn. Er verglich den Journalismus mit der Prostitution und zeigte an vielen Einzelbeispielen auf, wie die Inhalte der Medien von den Besitzern der Medienkonzerne und den von ihnen kontrollieren Nachrichtenagenturen nach Kriterien bestimmt wurden, die nicht dem Interesse der Öffentlichkeit an Aufklärung und neutraler Berichterstattung entsprachen.
Die erste große empirisch angelegte Untersuchung zur Objektivität der Medienberichterstattung, die US-amerikanische Studie A Test of the News von 1920, widmete sich der New York Times und ihrer Behandlung Russlands von 1917 bis 1920. Die Inhaltsanalyse Walter Lippmanns kam zu dem Schluss, dass die Darstellungen grob einseitig und parteiisch waren. Ursache sei das Verfehlen der journalistischen Standards, indem sich die Times beispielsweise auf „offizielle Lieferanten“ von Informationen verließ. Noch irreführender sei es, sich statt auf eine offizielle Mitteilungen auf halboffizielle anonyme Äußerungen zu stützen. Journalisten dürften keine zu engen Verbindungen zur Politik haben (vgl. S. 41). Zudem werde nicht einmal eine Zeitung wie die Times dem Bedarf an geeigneten Korrespondenten gerecht (vgl. S. 42). In kritischen Zeiten breche die Trennung von Leitartikeln und Nachrichten zusammen. Die russlandpolitische Haltung der Herausgeber habe die Nachrichten zutiefst und in krasser Form beeinflusst. Die Textgestaltung der Nachrichten hinsichtlich Akzentsetzung und Schlagzeilen sei eindeutig von anderen als professionellen Standards bestimmt. Diese Tatsache sei so offensichtlich, so auffällig die Einwirkung der Voreingenommenheit der Herausgeber, dass es „einer ernsthaften Reform bedarf, bis der Kodex, der verletzt wurde, wiederhergestellt werden kann.“ (Vgl. S. 42).
Auch weitere wichtige medienkritische Arbeiten entstanden in den USA: Neil Postmans Wir amüsieren uns zu Tode (1985) arbeitete das Infotainment als charakteristisches Merkmal der modernen Medien heraus. Edward Hermans und Noam Chomskys Manufacturing Consent (1988) entwickelte mit der Theorie der Propagandafilter ein Analyseinstrument. In den USA wurde in den 1960er Jahren Ombudsleute installiert, die Medienkritik aus der Gesellschaft aufnehmen sollten. Online-Zeitschriften wie Salon.com und Slate.com fungierten ab 1995 bzw. 1996 als medienkritische Publikationen. In Frankreich wurden in den 1990er Jahren medienkritische Kollektive wie Action critique médias (1996) gegründet, und es erschienen das Buch Les nouveaus chiens de garde (Die neuen Wachhunde) von Serge Halimi, die medienkritische Zeitschrift Pour lire pas lu und medienkritische Dokumentarfilme von Pierre Carles.
Im Medienjournalismus wie beispielsweise im Magazin Meedia beteiligen sich Medien an der Medienkritik, wenngleich Noam Chomsky kritisiert, dass Selbstkritik und Selbstkontrolle nicht hinreichend geschehe.
Mit dem Aufkommen des Internets seit Ende der 1990er Jahre übt das Publikum verstärkt selbst Medienkritik in Sozialen Medien wie etwa Facebook oder Twitter oder auf Videoportalen wie Youtube.
Eine weitere Form der Medienkritik sind die Leserkommentare auf Nachrichtenseiten und Onlinezeitungen unter jedem Artikel. Diese werden jedoch in vielen Fällen von Redakteuren moderiert beziehungsweise mit der Begründung „Trolle abzuwehren“ eingeschränkt oder gesperrt.
Seit 2012 zeichnet der Alternative Medienpreis einen Beitrag mit einem Sonderpreis in der Sparte Medienkritik aus.

## Medien- und Kommunikationswissenschaft
Nach Dieter Baacke zählt die Fähigkeit zu Medienkritik zu den vier Aspekten der in der Mediengesellschaft notwendigen Medienkompetenz. Auch Bernd Schorb zählt zur Medienkompetenz die kritische Reflexivität, mit der Menschen die Vielfalt von Information und Unterhaltung bewerten.

### „Agenda Setting“ und „Agenda Cutting“
Ereignisse und Themen werden selektiv ausgewählt. Medien können beim „Agenda Setting“ durch das Aufgreifen und Gewichten sowie mit Aufmachung und Platzierung bestimmte Themen in den Mittelpunkt rücken.
Beim deutlich seltener untersuchten Phänomen des „Agenda Cutting“ geht es darum, wie bestimmte Themen verhindert, ausgeblendet, verzögert werden oder anders von der medialen Tagesordnung verschwinden. Eine „instrumentelle Aktualisierung“ jedoch gefährdet das normative Ziel einer objektiven und unparteiischen Berichterstattung. Auch durch einseitig moralisierende Darstellungen von Ereignissen, Einzelpersonen oder gesellschaftliche Gruppen können diese ungerechtfertigt in Verruf gebracht werden. In Deutschland weist die Nachrichten-NGO Initiative Nachrichtenaufklärung (INA) e. V. regelmäßig auf relevante Themen und Diskurse hin, die in den Medien unterrepräsentiert sind. Im internationalen Maßstab leistet Ähnliches das US-amerikanische Project Censored.
Der US-amerikanische Journalist und Medienkritiker Walter Lippmann prägte für Journalisten den Ausdruck „gatekeeper“, die entscheiden, was der Öffentlichkeit vorenthalten und was weitergegeben wird. Wichtig ist, die (weitere) Medienkritik von der (engeren) Journalismuskritik zu unterscheiden. Während Medienkritik sich auf Funktion und Wirkung von Medienangeboten im Allgemeinen bezieht (und dabei vor allem auch Unterhaltungsangebote einbezieht), nimmt Journalismuskritik vor allem das Zustandekommen, die Auswahlkriterien und die professionellen Routinen des Journalismus und der Nachrichtenproduktion in den Fokus.

### Inszenierung, Skandalisierung, Moralisierung und Personalisierung
Der Medienwissenschaftler Heinz Bonfadelli stellt fest, dass Journalismus immer mehr Ereignisse als Media-Events selber inszeniere und „immer stärker auf Skandalisierung und Moralisierung einerseits sowie Personalisierung, Emotionalisierung und Intimisierung andererseits“ fokussiere. In der Berichterstattung werde immer mehr die Tendenz zum Infotainment deutlich, eine Zuwendung zu „weichen Themen“ sowie eine zunehmende Emotionalisierung und Personalisierung von Nachrichten.
Bundespräsident Roman Herzog warnte bereits 1996 vor einer „Abflachungsspirale“: „Kein Schwachsinn, keine Perversion, keine noch so abwegige Marotte, die nicht in extenso bunte Seiten und Bildschirme bevölkern würde.“
Der Kommunikationswissenschaftler Hans Mathias Kepplinger kritisiert nach Untersuchungen, dass Journalisten bzw. Medienmacher Verantwortung für Folgen ihres Wirkens mehrheitlich ablehnen sowie mehrheitlich Übertreibungen im Sinne einer guten Sache gutheißen würden.

### Soziale Herkunft der Akteure
Uwe Krüger analysiert in seiner Dissertation zum Einfluss der Eliten auf deutsche Journalisten und Medien wie Leitmedien mehr oder weniger den laufenden Diskurs der Eliten reflektieren, aber dessen Grenzen nicht überschreiten und dessen Prämissen nicht kritisch hinterfragen. Die These Krügers lautet, „dass eine konsensuell geeinte Elite in wichtigen Fragen (Krieg und Frieden, makroökonomische Ordnung) gegen die Interessen eines Großteils der Bevölkerung regieren kann und dass journalistische Eliten zu stark in das Elitenmilieu eingebunden sein könnten, um noch als Anwälte des öffentlichen Interesses kritisch-kontrollierend zu wirken.“
Darüber hinaus müsse die Einbindung von Journalisten in eine Organisation der Bundesregierung kritisch gesehen werden, namentlich Klaus-Dieter Frankenberger (FAZ), Stefan Kornelius (SZ) und Peter Frey (ZDF) als Beiräte der Bundesakademie für Sicherheitspolitik, eines Think Tanks im Geschäftsbereich des Bundesverteidigungsministeriums.
Zu der Frage, welche Art der Beeinflussung der Journalisten durch die Eliten vorliege, vermutet Krüger, dass „Journalisten mit Eliten-kompatiblen Werten und Meinungen höhere Chancen (haben), Zugang zu den höchsten Kreisen zu bekommen, und die Einbindung in das Elitenmilieu verstärkt dann über die Zeit hinweg die Konformität. Das heißt auch: Journalisten mit Eliten-kompatiblen Meinungen haben bessere Chancen, Karriere zu machen, denn sie können im eigenen Haus und in der Branche mit exklusiven Informationen und hochrangigen Interviewpartnern punkten.“ Krüger argumentiert mit dem Konzept des sozialen Kapitals Pierre Bourdieus.

### Wirtschaftliche Verflechtungen
Ein Thema der Medienkritik ist die wirtschaftliche Abhängigkeit vieler Medien von Werbeaufträgen und die damit verbundene Einflussnahmemöglichkeit.
Transparency International kritisiert von Unternehmen finanzierte Journalistenreisen oder Kooperationen von Firmen mit Redaktionen und Verlagen, die damit gegen die redaktionelle Unabhängigkeit verstoßen. Die Grenzen zwischen Journalismus und Public Relations verschwimmen, wenn Redaktionen fertige Textbausteine oder sendefertige Radiobeiträge aus den Zulieferungen der vermeintlichen Partner in der PR-Industrie übernehmen oder prominente Journalisten als „Markenbotschafter“ für Konzerne agieren und für Unternehmen als Redner oder Moderatoren von Veranstaltungen auftreten. Transparency International fordert auch die Abschaffung von Journalistenrabatten, Sonderkonditionen und Preisnachlässen für Journalisten auf Waren und Dienstleistungen, weil sie als mögliche Form der Vorteilsnahme oder Bestechung die journalistische Berichterstattung prägen könnten.
Viele Medien sind abhängig von Presseförderung und anderen staatlichen Geldern, zum Beispiel über die Vergabe von Inseraten. Transparency International kritisiert, dass zwischen Medien und Politik ein Abhängigkeitsverhältnis existiere, bei dem die gegenseitige Einflussnahme schnell in Bereiche gelangen könne, die zwar nicht strafrechtlich problematisch, aber auch nicht mehr als ethisch einwandfrei anzusehen sei. In Österreich wurde für dieses Phänomen der Begriff Inseratenkorruption etabliert.
In Österreich profitieren insbesondere Boulevard- und Gratiszeitungen wie Kronen Zeitung, Heute, Österreich oder Kurier von Inseraten der Regierung, Ministerien, politischen Parteien, Staatsbetrieben sowie der Stadt Wien und ihren stadteigenen Unternehmen. Dies führt dazu, dass es seitens der Politik immer wieder Wünsche in Richtung redaktionelles Wohlverhalten gibt. So entstehe der Eindruck, dass redaktionelle Meinung durch Inserate gekauft werden könne. Sowohl durch externe Einflussnahme von Public Relations auf die Berichterstattung, etwa als Gefälligkeitsjournalismus, als auch durch die Vermischung von redaktionellem und Werbeteil (native advertising) wird die journalistische Unabhängigkeit gefährdet.
Auch Praktiker des Medienbetriebs wie Ulrich Wickert sehen die wirtschaftliche Verflechtung der Medien kritisch. Der Anspruch der Medien, vierte Gewalt zu sein, sei schon immer falsch gewesen, eine demokratische Legitimierung der Presse gebe es nicht. Stattdessen seien Medien in größten Teilen ein Teil der Wirtschaft. „Medien sind geprägt durch wirtschaftliche Interessen. Verlage müssen sich überlegen: Wie verkaufe ich mein Blatt? Wie viel Gewinn mache ich? Das ist in meinen Augen schon eine Beschränkung der Vierten Gewalt.“
Colin Crouch schreibt in seinem Buch zur Postdemokratie, dass die Medienkonzerne zum besorgniserregenden Verfall der politischen Sprache und Kommunikation durch eine extrem vereinfachende und sensationsheischende Berichterstattung beitragen, da sie Nachrichten und andere politische Formate nach dem Vorbild kommerzieller Produkte gestalten, bei denen es nur um Aufmerksamkeit geht. Politiker sind gezwungen wenn sie die Kontrolle über die Darstellung ihrer Aussagen behalten wollen diesen Stil zu übernehmen, sonst schreiben die Journalisten ihre Aussagen komplett um. Die Schlagzeile war die Mutter des kurzen O-Tons.

## Kommunikatoren und Rezipienten
Sowohl aus den Reihen von Journalisten und Medienmachern selbst als auch aus den Reihen der Mediennutzer kommt Kritik an den Medien, die wissenschaftlich in der Kommunikatorforschung sowie der Nutzerforschung behandelt wird.

### Mangel an Neutralität
Objektive und unparteiische Berichterstattung zielt darauf ab, verschiedene in der Gesellschaft vertretenen Positionen und Argumente neutral darzustellen. In der Praxis jedoch sind viele Medienanbieter durch eine „mehr oder weniger ausgeprägte redaktionelle Linie“ beziehungsweise „publizistischen Ziele“gekennzeichnet.
Der Journalist Rudolf Mitlöhner meint, dass der heutige durchschnittliche Social-Media-Nutzer nicht weniger Meinungsvielfalt geboten bekomme als der traditionelle Zeitungsleser, Radiohörer, Fernseher der vordigitalen Ära. In einer Facebook-Timeline finde sich heute mehr (auch ideologischer) Pluralismus als in der jeweiligen Tageszeitung. Darüber hinaus kritisiert er die Tendenz der Medien, „bloße (falsche) Meinungen zu sanktionieren“ und eine „quasi offiziöse Sichtweise, einen Mainstream der veröffentlichten Meinung“, […] in der sich „Arroganz, Borniertheit, Abgehobenheit, von allem etwas – des politmedialen juste milieu“ zeige. Der ORF beispielsweise berichte „auf seinen diversen Plattformen tendenziell mit Unterschleif“ und gebe den Beiträgen „durch An- oder Abmoderation einen gewissen Spin“.
Hans Magnus Enzensberger kritisiert, das Fernsehen werde „primär als eine wohldefinierte Methode zur genußreichen Gehirnwäsche eingesetzt.“
Franz Kössler kritisiert, dass die Darstellung von Sachverhalten in den Medien oft nicht der Wirklichkeitswahrnehmung des Publikums entspricht: „Zwischen der konkreten Erfahrung, die die Bürgerinnen und Bürger machen und dem, was man sie glauben machen möchte, klafft eine immer größere Kluft.“ Auch der ehemalige ZDF-Intendant Dieter Stolte warnte die Medien vor einem zunehmenden Realitätsverlust.
Der Journalist und Medienkritiker Walter Lippmann analysierte, dass ein Auseinanderdriften von öffentlicher Meinung und veröffentlichter Meinung entsteht, wenn die Auswahlregeln der gleichgeschalteten Journalisten weitgehend übereinstimmen. Dadurch kommt eine Konsonanz der Berichterstattung zustande, die auf das Publikum wie eine Bestätigung wirkt (alle sagen es, also muss es stimmen) und eine Stereotypen-gestützte Pseudoumwelt in den Köpfen des Publikums installiert. Auch der Sozialpsychologe Kurt Lewin sieht ein Problem darin, dass „die Auswahlregeln der Journalisten weitgehend übereinstimmen“. Dadurch „kommt eine Konsonanz der Berichterstattung zustande, die auf das Publikum wie eine Bestätigung wirkt.“
Mehrere Untersuchungen kamen zu dem Ergebnis, dass Journalisten politisch deutlich weiter links stehen als die Gesamtbevölkerung.
2005 ergab die repräsentative Befragung von Journalisten aller Mediensparten in Deutschland, dass Bündnis 90/Die Grünen die Sympathie eines guten Drittels (35,5 %) der Journalisten genossen, gefolgt von der SPD (26,0 %). Ein Fünftel der Journalisten (19,6 %) neigten keiner Partei zu. Auch CDU/CSU (8,7 %) und FDP (6,3 %) fanden, verglichen mit der Bundestagswahl 2005, unter Journalisten weniger Zuspruch als im Durchschnitt.
Auch in Österreich kam eine Befragung von 500 repräsentativ ausgewählten Journalisten zu ähnlichen Ergebnissen. 34 Prozent der Medienleute nannten die Grünen als die ihnen am nächsten stehende Partei.

### Sinkendes Vertrauen in die Medien
Eine 2010 europaweit durchgeführte repräsentative Befragung von 32.000 Personen, welchen Berufsgruppen sie am meisten vertrauen, zeigte, dass nur 27 Prozent der Menschen der Berufsgruppe der Journalisten vertrauen; sie lagen damit nur drei Plätze vor den Politikern.
Im Jahr 2013 zeigte eine Umfrage von Transparency International das Ausmaß der kritischen Haltung der Bevölkerung gegenüber den Medien: 54 Prozent der in Deutschland Befragten empfanden die Medien als korrupt.
Seit 2014 wird in Deutschland in sozialen Medien, der Blogosphere und in politischen Bewegungen wie Pegida der Begriff Lügenpresse als Ausdruck der Unzufriedenheit mit der medialen Berichterstattung instrumentalisiert.
In der Umfrage „Trusted Brands 2015“ der Zeitschrift Reader’s Digest äußerten nur 26 Prozent der Umfrageteilnehmer in Deutschland, viel oder ziemlich viel Vertrauen zu Journalisten zu haben. 68 Prozent hatten wenig oder überhaupt kein Vertrauen zu diesem Berufsstand. Für Österreich und die Schweiz wurden ähnliche Werte (28 Prozent / 66 Prozent) ermittelt.
2016 fiel in den USA laut einer Gallup-Studie das seit Jahren kontinuierlich sinkende Vertrauen der amerikanischen Bevölkerung in die Medien auf den tiefsten Stand, der jemals gemessen wurde. Die Ursache für das erodierende Vertrauen in die Medien sieht Gallup vor allem im zunehmend meinungsgetriebenen Journalismus (opinion-driven writing). Rasmussens Reports zufolge war CNN 2017 für die amerikanischen Wähler der am wenigsten vertrauenswürdige Nachrichtensender.

### Medien und Krieg
Nach Robert H. Latiff sind die Medien da Krieg und Frieden für die Nation so wichtig sind, immer interessiert und beteiligt. Er kritisiert, dass viele von ihnen historisch eine große Rolle gespielt haben, um Kriegsfieber in der Bevölkerung zu verbreiten. Zu häufig waren sie Unterstützer der Entscheidung, den Ausweg im Krieg zu suchen. Hauptsächlich aus marktwirtschaftlichen Gründen sind sie nicht besonders gut darin, die Bürger über internationale Angelegenheiten zu informieren, besonders bei der Vorgeschichte und den ersten Phasen eines Konfliktes. Frieden und Harmonie verkaufen sich nicht, sie sind langweilig. Lieber bedienen sie die morbide Faszination des Publikums von Krieg, Gewalt und Zerstörung und liefern sich einen intensiven Wettlauf um dramatische Bilder. Sie lieben Technologie und beeindruckende neue Waffen.
Klaus Wernecke kommt in seiner Studie zur deutschen Presse vor dem Ersten Weltkrieg zum Schluss, dass England, Frankreich und Russland als Hauptgegner des Kaiserreiches im Krieg, bereits in den letzten Vorkriegsjahren Gegenstand intensiver Diskussionen und scharfer Angriffe in der deutschen Öffentlichkeit waren. Im Hintergrund stand dabei das Streben der in Staat, Gesellschaft und Wirtschaft Herrschenden nach „Weltgeltung“. Sie betrachteten sich selbst als die „Nation“, ihre Interessen als das „Nationale“ und die „nationalen Notwendigkeiten“ waren der Kerninhalt ihrer Ideologie. Die amtliche Pressepolitik zeigte, wie die Regierung ihr beinahes Nachrichtenmonopol in vielen Bereichen der auswärtigen Politik zu einer wesentlichen Steigerung des deutschen Chauvinismus nutzen konnte. Die Reichsleitung war nicht von vornherein Gefangene der öffentlichen Meinung, sondern hat sie selbst miterzeugt.